# Universitetet (przystanek kolejowy)
Universitetet – przystanek kolejowy na Roslagsbanan (Storstockholms Lokaltrafik), w Sztokholmie, w regionie Sztokholm, w Szwecji. Wcześniej położony był na południe od uniwersytetu, ale obecnie jest zlokalizowany bliżej. Stary przystanek zamknięto 14 czerwca 2009, a nowy otwarto 7 stycznia 2010 roku. Jest on w odległości około 300 m od stacji metra Universitetet.
Na północ od przystanku znajduje się Bergianska trädgården (Sztokholmski ogród botaniczny).

## Linie kolejowe
- Roslagsbanan